# Wilyabrup
Wilyabrup is een plaats in de regio South West in West-Australië. Het staat bekend om zijn wijngaarden.

## Geschiedenis
Na de Eerste Wereldoorlog werden in Wilyabrup middels een Group Settlement Scheme Britse migranten gevestigd. Ze werden aangemoedigd er wijngaarden te ontwikkelen.
In 1922 werd er een schooltje gebouwd. In 1960 werd de school een gemeenschapszaal.
Wilyabrup werd officieel gesticht in november 1987. De lokaliteit werd vernoemd naar de voor het eerst in 1865 op een kaart vermelde 'Wilyabrup Brook'. De naam zou zijn afgeleid van het aborigineswoord 'Worlyabaraap', wat "noordelijke hemel" betekent.

## Beschrijving
Wilyabrup maakt deel uit van het lokale bestuursgebied (LGA) City of Busselton, waarvan Busselton de hoofdplaats is. De plaats heeft een gemeenschapszaal.
Aan de Indische Oceaan liggen de 'Wilyabrup Cliffs'. De 'Cape to Cape Track' loopt erlangs. Wilyabrup staat bekend voor zijn wijngaarden.

## Ligging
Wilyabrup ligt 260 kilometer ten zuidzuidwesten van de West-Australische hoofdstad Perth, 70 kilometer ten noorden van het aan de Bussell Highway gelegen Augusta en 40 kilometer ten westzuidwesten van Busselton.
Net ten oosten van Wilyabrup ligt een startbaan: Kailis Aiport (YKLS).

## Klimaat
De streek kent een gematigd mediterraan klimaat, Csb volgens de klimaatclassificatie van Köppen.